# Торговые барьеры
Торговые барьеры — ограничение свободного обмена товарами и услугами между странами через механизмы тарифного и нетарифного регулирования. 
Торговые барьеры могут принимать разнообразные формы:
- Таможенно-тарифное регулирование внешнеторговой деятельности
- Нетарифные методы регулирования внешнеэкономической деятельности

- Лицензии на импорт
- Лицензии на экспорт
- Импортные квоты
- Торговые субсидии
- Добровольное ограничение экспорта
- Требования местного законодательства
- Эмбарго
- Девальвация отечественной валюты
- Торговые ограничения.

## Примеры зон свободной торговли
- Североамериканская зона свободной торговли (НАФТА)
- Ассоциация регионального сотрудничества Южной Азии (СААРК)
- Европейская ассоциация свободной торговли (ЕАСТ)
- Европейский союз (ЕС)
- Союз южноамериканских наций